# Ткачик іржастощокий

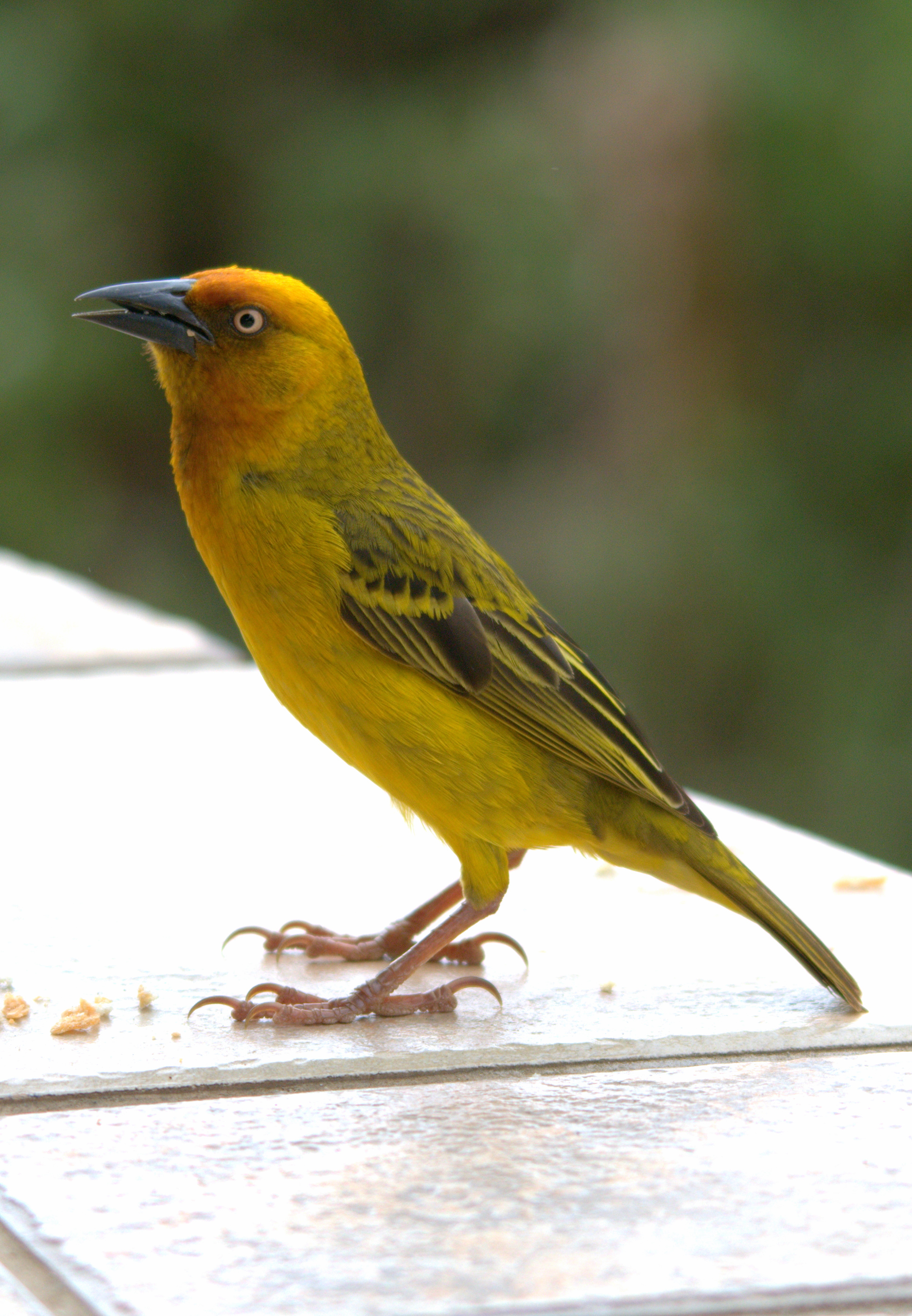
Іржастощокий ткачик

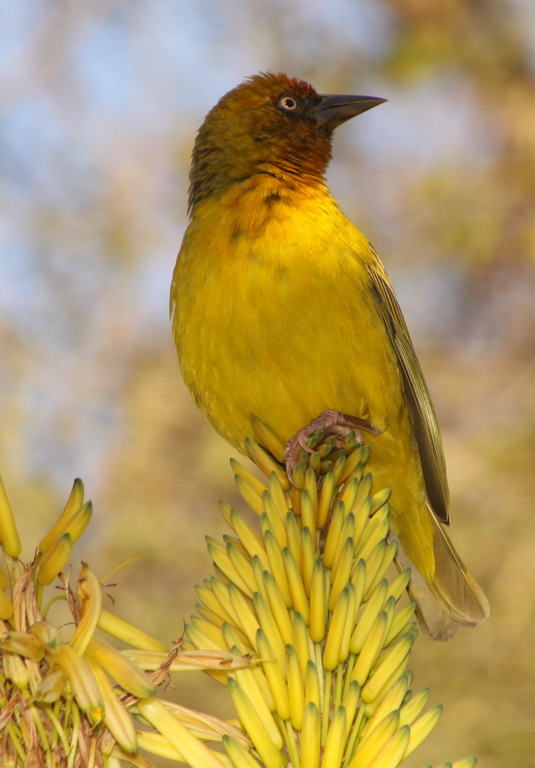
Самець іржастощокого ткачика

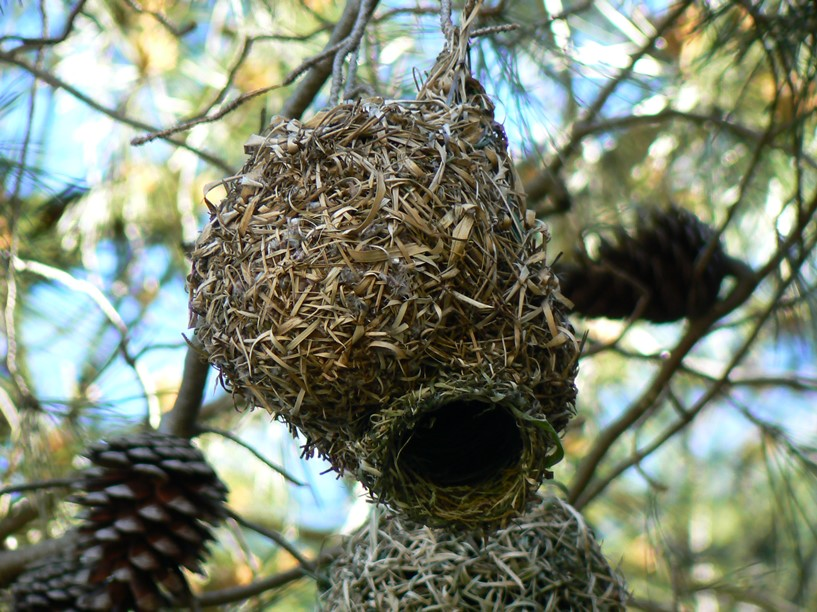
Гніздо іржастощокого ткачика

Тка́чик іржастощокий (Ploceus capensis) — вид горобцеподібних птахів ткачикових (Ploceidae). Мешкає в Південній Африці.

## Таксономія і систематика
В 1760 році французький зоолог Матюрен Жак Бріссон включив опис іржастощокого ткачика до своєї книги "Ornithologie". Він використав французьку назву Le carouge du Cap de Bonne Espérance та латинську назву Xanthornus Capitis Bonae Spei. Однак, хоч Бріссон і навів латинську назву, вона не була науковою, тобто не відповідає біномінальній номенклатурі і не визнана Міжнародною комісією із зоологічної номенклатури. Коли в 1766 році шведський натураліст Карл Лінней випустив дванадцяте видання своєї Systema Naturae, він доповнив книгу описом 240 видів, раніше описаних Бріссоном. Одним з цих видів був іржастощокий ткачик, для якої Лінней придумав біномінальну назву Oriolus capensis. Пізніше іржастощокий ткачик був переведений до роду Ткачик (Ploceus).

## Опис
Довжина птаха становить 17-18 см, самці важать 44-52 г, самиці 36-45 г. У самців під час сезону розмноження голова і нижня частина тіла жовті, обличчя іржасте або оранжево-коричневе, очі білуваті. У самиць голова і груди оливково-жовті, нижня частина живота жовтувата. Очі карі (у 19% самиць влітку вони білуваті). Забарвлення молодих птахів подібне до забарвлення самиць.

## Поширення і екологія
Іржастощокі ткачики мешкають в Південно-Африканській Республіці, Лесото, на заході Есватіні та на крайньому півдні Намібії. Вони живуть в саванах і на луках, в сухих чагарникових заростях фінбошу, на берегах річок і озер, в садах.

## Поведінка
Іржастощокі ткачики зустрічаються зграями, живляться комахами, іншими безхребетними, плодами, насінням і нектаром, є важливими запилювачами деяких видів алое. Сезон розмноження триває з липня по лютий. Іржастощокі ткачики гніздяться колоніями, в яких може бути від 2 до 20 самців, а на одного самця зазвичай припадає до 7 самиць. Кожен самець будує на своїй території кілька гнізд, які потім захищає від інших самців. Самиці перевіряють якість побудови гнізда, і, якщо вона їх влаштовує, демонструють готовність до спарювання. Гніздо будується самцем протягом тижня, має кулеподібну форму, сплетене з трави або очерету. Якщо самиця вибирає якесь гніздо, самець добудовує біля основи гніздо трубкоподібний вхід. В кладці від 2 до 5 яєць. Інкубаційний період триває приблизно 2 тижні, пташенята покидають гніздо через 7 днів після вилуплення.
Іржастощокі ткачики іноді стають жертвами гніздового паразитизму білощоких дідриків. В покинутих гніздах іржастощоких ткачиків можуть гніздитися чорноголові горобці і темні мухоловки.